# Leonardo Sottani
Leonardo Sottani (né le 1er novembre 1973 à Figline Valdarno) est un joueur et un entraîneur de water-polo italien.
Il a entraîné la Florentia en serie A1 jusqu'en 2012-2013, avant de partir pour le Brésil. Il est médaille de bronze lors des Jeux olympiques d'Atlanta en 1996.